# Koide Yasutarou
Koide Yasutarou (小出 保太郎 Koide Yasutarō, 13 tháng 3 năm 1903 – 19 tháng 1 năm 2016) là một người thọ bách niên nguyên quán Nhật Bản, từng giữ danh hiệu cụ ông sống thọ nhất thế giới từ ngày 5 tháng 7 năm 2015, cho đến ngày ông qua đời là 19 tháng 1 năm 2016.
Koide sinh ngày 13 tháng 1 năm 1903 và làm thợ may tại một cửa hàng thời trang nam giới ngay chính quê nhà của ông là Tsuruga, Fukui. Ông chuyển đến thành phố Nagoya, tỉnh Aichi để sống cùng với con gái vào năm 107 tuổi. Khi đã 110 tuổi, Koide vẫn có thể đọc báo không cần mang kính và ăn không cần răng giả. Koide trở thành cụ ông cao tuổi nhất vẫn còn sống ở tỉnh Aichi vào ngày 31 tháng 3 năm 2014, sau khi một cư dân của Nagoya là Miura Tsuya qua đời ở tuổi 111.
Ngày 21 tháng 8 năm 2015, Koide Yasutarou chính thức được Sách Kỷ lục Guinness công nhận là cụ ông cao tuổi nhất thế giới. Khi được hỏi về bí quyết sống lâu, Koide khuyên mọi người kiêng thuốc lá, rượu và "tốt nhất là không lạm dụng".
Ông qua đời vào ngày 19 tháng 1 năm 2016 sau một tháng điều trị tại một bệnh viện ở Nagoya vì bệnh suy tim và viêm phổi. Theo Bộ Y tế, Lao động và Phúc lợi xã hội Nhật Bản, người đàn ông hiện đang sống thọ nhất nước này sau cái chết của Koide là Yoshida Masamitsu (111 tuổi, sống tại Tokyo).